# Mervana Jugić-Salkić
Mervana Jugić-Salkić (née le 14 mai 1980 à Zenica) est une joueuse de tennis bosnienne, professionnelle depuis 1999.
Pendant sa carrière, Mervana Jugić-Salkić a gagné deux titres WTA en double, outre quarante-sept tournois sur le circuit ITF.

## Palmarès

### Titres en double dames
| No | Date       | Nom et lieu du tournoi   | Catégorie | Dotation  | Surface      | Partenaire         | Finalistes                              | Score          |          |
| -- | ---------- | ------------------------ | --------- | --------- | ------------ | ------------------ | --------------------------------------- | -------------- | -------- |
| 1  | 05-01-2004 | ASB Classic Auckland     | Tier IV   | 140 000 $ | Dur (ext.)   | Jelena Kostanić    | Virginia Ruano Pascual Paola Suárez     | 7-66, 3-6, 6-1 | Parcours |
| 2  | 11-07-2005 | Internazionali di Modena | Tier IV   | 140 000 $ | Terre (ext.) | Yuliya Beygelzimer | Gabriela Navrátilová Michaela Paštiková | 6-2, 6-0       | Parcours |

### Finales en double dames
| No | Date       | Nom et lieu du tournoi   | Catégorie | Dotation  | Surface      | Vainqueures                           | Partenaire   | Score            |          |
| -- | ---------- | ------------------------ | --------- | --------- | ------------ | ------------------------------------- | ------------ | ---------------- | -------- |
| 1  | 14-04-2008 | Estoril Open Estoril     | Tier IV   | 145 000 $ | Terre (ext.) | Maria Kirilenko Flavia Pennetta       | İpek Şenoğlu | 6-4, 6-4         | Parcours |
| 2  | 16-07-2012 | Sony Swedish Open Båstad | Intern'l  | 220 000 $ | Terre (ext.) | Catalina Castaño Mariana Duque Mariño | Eva Hrdinová | 4-6, 7-5, [10-5] | Parcours |

## Parcours en Grand Chelem

### En simple dames
| Année | Open d'Australie                                           | Open d'Australie                                          | Internationaux de France                                 | Internationaux de France | Wimbledon                                           | Wimbledon                                               | US Open | US Open |
| ----- | ---------------------------------------------------------- | --------------------------------------------------------- | -------------------------------------------------------- | ------------------------ | --------------------------------------------------- | ------------------------------------------------------- | ------- | ------- |
| 2004  | Q2 \|\| style="text-align:left" \| Natalia Gussoni         | 1er tour (1/64)                                           | Elena Dementieva                                         | 1er tour (1/64)          | Anikó Kapros                                        | Q3 \|\| style="text-align:left" \| Roberta Vinci        |         |         |
| 2005  | —                                                          | —                                                         | 1er tour (1/64)                                          | Klára Koukalová          | Q2 \|\| style="text-align:left" \| Kirsten Flipkens | Q1 \|\| style="text-align:left" \| María Emilia Salerni |         |         |
| 2006  | Q1 \|\| style="text-align:left" \| Magda Mihalache         | Q1 \|\| style="text-align:left" \| Victoria Azarenka      | Q2 \|\| style="text-align:left" \| M.J. Martínez Sánchez | —                        | —                                                   |                                                         |         |         |
|       |                                                            |                                                           |                                                          |                          |                                                     |                                                         |         |         |
| 2009  | Q2 \|\| style="text-align:left" \| Anna Lapushchenkova     | Q1 \|\| style="text-align:left" \| Irina-Camelia Begu     | Q3 \|\| style="text-align:left" \| Klára Zakopalová      | —                        | —                                                   |                                                         |         |         |
|       |                                                            |                                                           |                                                          |                          |                                                     |                                                         |         |         |
| 2013  | Q2 \|\| style="text-align:left" \| Canada Stéphanie Dubois | Q1 \|\| style="text-align:left" \| Arantxa Parra Santonja | Q1 \|\| style="text-align:left" \| Eva Birnerová         | —                        | —                                                   |                                                         |         |         |

À droite du résultat, l’ultime adversaire.

### En double dames
| Année | Open d'Australie              | Open d'Australie          | Internationaux de France      | Internationaux de France | Wimbledon                     | Wimbledon                   | US Open                      | US Open                  |
| ----- | ----------------------------- | ------------------------- | ----------------------------- | ------------------------ | ----------------------------- | --------------------------- | ---------------------------- | ------------------------ |
| 2004  | 1er tour (1/32) Darija Jurak  | Tina Križan K. Srebotnik  | 1er tour (1/32) Darija Jurak  | Els Callens Meilen Tu    | 1er tour (1/32) Darija Jurak  | B. Schett P. Schnyder       | 2e tour (1/16) G. Voskoboeva | Émilie Loit Nicole Pratt |
| 2005  | —                             | —                         | —                             | —                        | —                             | —                           | 2e tour (1/16) M. Paštiková  | Émilie Loit Nicole Pratt |
| 2006  | 1er tour (1/32) Beygelzimer   | Li Ting Sun Tiantian      | 2e tour (1/16) E. Bychkova    | Cara Black Rennae Stubbs | 3e tour (1/8) Emma Laine      | E. Daniilídou Anabel Medina | —                            | —                        |
| 2008  | —                             | —                         | 1er tour (1/32) Klaudia Jans  | Cara Black Liezel Huber  | 1er tour (1/32) Klaudia Jans  | C. Gullickson V. Uhlířová   | —                            | —                        |
| 2009  | 2e tour (1/16) A. Keothavong  | M. Kirilenko F. Pennetta  | 1er tour (1/32) T. Poutchek   | Klaudia Jans A. Rosolska | 1er tour (1/32) Yuliana Fedak | Klaudia Jans A. Rosolska    | —                            | —                        |
| 2012  | —                             | —                         | —                             | —                        | —                             | —                           | 2e tour (1/16) L. Dekmeijere | N. Grandin V. Uhlířová   |
| 2013  | 1er tour (1/32) Rika Fujiwara | Jill Craybas C. Scheepers | 1er tour (1/32) Irina Falconi | Hsieh Su-Wei Peng Shuai  | 1er tour (1/32) H. Watson     | Cara Black M. Erakovic      | —                            | —                        |

Sous le résultat, la partenaire ; à droite, l’ultime équipe adverse.

## Parcours en «Premier Mandatory» et «Premier 5»
Découlant d'une réforme du circuit WTA inaugurée en 2009, les tournois WTA « Premier Mandatory » et « Premier 5 » constituent les catégories d'épreuves les plus prestigieuses, après les quatre levées du Grand Chelem.

### En simple dames
| Année |              | Premier Mandatory | Premier Mandatory | Premier Mandatory | Premier Mandatory |       | Premier 5 | Premier 5                    | Premier 5  | Premier 5 | Premier 5 | Premier 5 | Premier 5 |
| Année | Indian Wells | Miami             | Madrid            | Pékin             |                   | Dubaï | Rome      | Canada                       | Cincinnati |           | Tokyo     |           |           |
| Année | Indian Wells | Miami             | Madrid            | Pékin             |                   | Doha  | Rome      | Canada                       | Cincinnati |           | Wuhan     |           |           |
| Année | Indian Wells | Miami             | Madrid            | Pékin             |                   |       | Rome      | Canada                       | Cincinnati |           |           |           |           |
| 2013  |              |                   |                   |                   |                   |       |           | 1er tour (1/32) C. Wozniacki |            |           |           |           |           |

Sous le résultat, l’ultime adversaire.

### En double dames
| Année | Premier Mandatory | Premier Mandatory | Premier Mandatory | Premier Mandatory | Premier Mandatory | Premier Mandatory | Premier Mandatory | Premier Mandatory | Premier 5 | Premier 5                    | Premier 5           | Premier 5 | Premier 5 | Premier 5 | Premier 5 | Premier 5 | Premier 5  | Premier 5  | Premier 5 | Premier 5 | Premier 5 | Premier 5 |
| Année | Indian Wells      | Indian Wells      | Miami             | Miami             | Madrid            | Madrid            | Pékin             | Pékin             | Dubaï     | Dubaï                        | Doha                | Doha      | Rome      | Rome      | Canada    | Canada    | Cincinnati | Cincinnati | Tokyo     | Tokyo     | Wuhan     | Wuhan     |
| ----- | ----------------- | ----------------- | ----------------- | ----------------- | ----------------- | ----------------- | ----------------- | ----------------- | --------- | ---------------------------- | ------------------- | --------- | --------- | --------- | --------- | --------- | ---------- | ---------- | --------- | --------- | --------- | --------- |
| 2013  |                   |                   |                   |                   |                   |                   |                   |                   |           |                              |                     |           |           |           |           |           |            |            |           |           |           |           |
| —     | —                 | —                 | —                 | —                 | —                 | —                 | —                 |                   |           | 1er tour (1/16) Klemenschits | Naydenova Schiavone | —         | —         | —         | —         | —         | —          | —          | —         |           |           |           |

N.B. : le nom de la partenaire se trouve sous le résultat ; le nom des ultimes adversaires se trouve à droite.

## Parcours aux Jeux olympiques

### En simple dames
| # | Date       | Nom de l'olympiade           | Surface    | Résultat        | Ultime adversaire   | Score    |          |
| - | ---------- | ---------------------------- | ---------- | --------------- | ------------------- | -------- | -------- |
| 1 | 15/08/2004 | Olympic Tennis Event Athènes | Dur (ext.) | 1er tour (1/32) | Maria Elena Camerin | 6-4, 6-3 | Parcours |

## Classements WTA en fin de saison

### En simple
| Année | 1998 | 1999 | 2000 | 2001 | 2002 | 2003 | 2004 | 2005 | 2006 | 2007 | 2008 | 2009 | 2010 | 2011 | 2012 | 2013 |
| Rang  | 695  | 364  | 490  | 493  | 438  | 134  | 157  | 180  | 246  | 228  | 179  | 294  | 462  | 341  | 219  | 421  |

Source : (en) « Classements de Mervana Jugić-Salkić », sur le site officiel du WTA Tour

### En double
| Année | 1998 | 1999 | 2000 | 2001 | 2002 | 2003 | 2004 | 2005 | 2006 | 2007 | 2008 | 2009 | 2010 | 2011 | 2012 | 2013 |
| Rang  | 655  | 655  | 534  | 594  | 477  | 139  | 75   | 97   | 83   | 100  | 70   | 132  | 118  | 101  | 71   | 266  |

Source : (en) « Classements de Mervana Jugić-Salkić », sur le site officiel du WTA Tour